# وشکو
شهر وشکو (به رومانیایی: Vaşcău) در شهرستان بیهور در کشور رومانی واقع شده‌است. جمعیت این شهر ۳٬۰۳۲ نفر  است.